# پائو استیوا بیربا
پائو استیوا بیربا (کاتالونیایی: Pau Esteve Birba؛ زادهٔ ۱۵ سپتامبر ۱۹۸۱) فیلم‌بردار اهل اسپانیا است. وی دانش‌آموختهٔ «مدرسه سینما و هنرهای سمعی-بصری کاتالونیا» است. وی از سال ۲۰۱۷ ساکن مالاگا است.
از فیلم‌هایی که وی در آن‌ها نقش داشته است، می‌توان به آدم‌خواری، چندی بعد، خدا نگهدار و رئیس خوب اشاره نمود.

## جوایز
- شصت و یکمین دورهٔ جشنواره بین‌المللی فیلم سن سباستین - بهترین فیلم‌برداری[۷]
- بیست و هشتمین دورهٔ جوایز گویا - جایزهٔ گویای بهترین فیلم‌برداری[۸]
- نخستین دورهٔ جوایز کارمن - بهترین فیلم‌برداری[۹]